# L'arte di ascoltare
L'arte di ascoltare (De recta ratione audiendi - in greco Περὶ τοῦ ἀκούειν) è un trattato morale e pedagogico incluso nei Moralia di Plutarco. 

## Struttura
Il trattatello è rivolto al giovane Nicandro, cui Plutarco si rivolge dicendo che è necessario che egli impari ad «ascoltare» per trarre il massimo profitto dalle parole del maestro e saperne al tempo stesso distinguere il reale valore. Ogni affermazione deve essere sottoposta al vaglio costante della ragione, per evitare il rischio, comune negli uomini, di accogliere anche ragionamenti erronei e fuorvianti per simpatia o fiducia nei confronti di chi parla.
Bisogna concentrarsi sui concetti, e non sullo stile e la dizione, e all’uscita esaminare e giudicare la lezione partendo da se stessi e dal proprio stato d’animo, «valutando se qualche passione sia divenuta più debole, qualche fastidio più leggero, se si siano rinsaldate in noi determinazione e volontà, se sentiamo in cuore un rinnovato entusiasmo per la virtù e per il bene». Plutarco passa anche in rassegna la galleria dei tipi umani che frequentano le sale delle conferenze: l’esibizionista (che approfitta del minimo pretesto per portare il discorso sui temi da lui preferiti), il malizioso (che cerca di porre in difficoltà l’oratore con quesiti sofisticati e fuori luogo), l’arrogante (che segue accigliato e serioso, palesando un sovrano distacco), l’invidioso e malevolo (pronto a criticare tutto, sempre e comunque), l’ignorante (che non capisce nulla, ma non lo vuol dare a vedere e si nasconde dietro grandi
sorrisi e ampi cenni d’assenso), l’adulatore, l’ipocrita.